# Arthur Aguiar
Arthur Queiroga Bandeira de Aguiar, bardziej znany jako Arthur Aguiar (ur. 3 marca 1989 w Rio de Janeiro) – brazylijski aktor telewizyjny i piosenkarz. 

## Wybrana filmografia

### Seriale TV
- 2008: Trening (Malhação) jako Artysta graffiti
- 2009: Łóżko dla kota (Cama de Gato) jako Lucas
- 2009: Trening (Malhação) jako Chłopiec na imprezie
- 2010: Tempos Modernos jako Student konserwatorium muzycznego
- 2010: Rower i arbuz (Bicicleta e Melancia) jako Estevão
- 2011–2012: Buntowniczy (Rebelde Brasil) jako Diego Maldonado
- 2012: Rebeldes para Sempre jako Siebie
- 2012: Tragedia ulicy kwiatów (A Tragédia da Rua das Flores) jako Victor
- 2013: Dona Xepa jako Édison Losano
- 2014: W rodzinie jako Vírgilio Machado
- 2014–2015: Trening (Malhação) jako Duca
- 2015: Dança dos Famosos jako Siebie
- 2015: Nie lgnąć, Nie (Não Se Apega Não) jako Gustavo
- 2016: Êta Mundo Bom jako Osório Dias
- 2017–2018: Druga Strona Raju (O Outro Lado do Paraíso) jako Diego
- 2018: Trening (Malhação) jako Fábio Dias
- 2019: Segunda Chamada jako Evandro

### Filmy fabularne
- 2009: Okres (Ponto Final) jako Kadet
- 2010: High School Musical: Wyzwanie (High School Musical: O Desafio) jako Arthur
- 2013: Minionki rozrabiają (Despicable Me 2) jako Antonio Perez
- 2018: Pluft, O Fantasminha jako Sebastião